# Wiesbadener Kreuz
Wiesbadener Kreuz er et motorvejskryds, hvor motorvejene A3 og A66 mødes. Motorvejen har en bredde på fire kørebaner, og er en af de mest benyttede vejknudepunkter i Hessen med ca. 190.000 passerende køretøjer om dagen. Krydset befinder sig sydvest fra Wiesbaden.
50°3′20″N 8°23′16″Ø / 50.05556°N 8.38778°Ø